# ザ・フライング・ダイナソー
- ユニバーサル・パークス&リゾーツ > ユニバーサル・スタジオ・ジャパン > ユニバーサル・スタジオ・ジャパンのアトラクション > ザ・フライング・ダイナソー
- ジュラシック・パーク > ザ・フライング・ダイナソー

ザ・フライング・ダイナソー（英: The Flying Dinosaur）は、ユニバーサル・スタジオ・ジャパン内の「ジュラシック・パーク」エリアにある、映画『ジュラシック・パーク』をテーマにしたローラーコースター型のライド・アトラクションである。

## 存在するパーク
- ユニバーサル・スタジオ・ジャパン

## 概要
本アトラクションは、ユニバーサル・スタジオ・ジャパンの開業15周年を記念し、その第1弾として2016年3月31日にオープンした。「プテラノドン」に背中をつかまれたゲストが、360度自由に振り回されながら、眼下に広がる「ジュラシック・パーク」の世界を飛び回る体験型ライドとなっている。
コースの全長は1,124mで、ファーストドロップの落下高度は37.8mに達する。これにより、登場当時はフライング・コースターとして世界最大規模を誇った。起伏の激しいコース、大きな高低差が生む過重力、そして「ジュラシック・パーク」の世界観が組み合わさり、スリルと没入感を提供している。
ライド中に記念写真が撮影され、降車後に購入可能である。カメラは「ディスカバリー・レストラン」付近に設置されており、コースターがラグーン沿いを走行する際に撮影が行われる。
開業初日には最大750分待ちを記録し、パークオープンから約20分で当日の受付が終了した。さらに、2016年6月22日には、開業からわずか97日で乗車人数が100万人を突破した。
当初、コース全長1,124mはフライング・コースターとして世界最長とされていたが、2020年9月17日にドイツのテーマパークファンタジアランドで全長1,236mのフライング・コースター「F.L.Y.」が開業したため、現在は世界で2番目に長いフライング・コースターとなっている。
車両は3編成あり、それぞれ先頭に配置されたプテラノドンには個別の名前が付けられている。赤は「カザール」、緑は「ジャンガリー」、青は「アラション」となっている。

## 製作
2015年6月、ユニバーサル・スタジオ・ジャパンは、映画『ジュラシック・ワールド』をテーマにした新アトラクションのオープン計画を発表した。その後、同年7月に建設が開始され、10月2日に「ザ・フライング・ダイナソー」の正式オープンが告知された。

## 事故
2016年11月11日11時頃、高校生の男子生徒が持ち込み禁止の携帯電話を所持していたことが発覚し、クルーがライド発進直後に緊急停止させた。この影響で、乗車していたゲスト32人が一時取り残されたが、けが人は出なかった。ライドは上り坂で停止し、スタッフが約40分かけて1人ずつ救助した。
2017年9月29日14時10分頃、アトラクションでシステムの不具合を示す警報が発生し、ゴール直前に緊急停止した。乗車していた約30人のゲストが最大約30分間動けない状態になったが、けが人や体調不良を訴えた人はいなかった。ゲストはスタッフにより約30分かけて順次降ろされ、メンテナンス後に運行が再開された。広報担当者は「安全確認のための措置だった」と説明した。
2018年5月1日16時45分頃、終点直前のコースにあるモーターの制御部品が動作不良を起こし、安全装置が作動してライド2両が緊急停止した。この際、計64人が乗車しており、1両の乗客は高さ20～30メートルの地点で最長約2時間にわたり宙づり状態になったが、けが人はいなかった。安全確認が完了したとして、19時過ぎに運行が再開された。
2019年1月2日12時過ぎ、長さ約10センチのボルト2本がコースター下部の防護ネットに引っかかっているのが発見された。このボルトはレール接合部を補強するための28本のうちの一部が破損し落下したとみられる。ゲストからの指摘を受けて運行を停止し、閉園後に新しいボルトを設置するとともに安全点検を実施。その後、翌日の開園時には通常通り運行を再開した。この事故でもけが人は報告されていない。